# 宗安寺 (彦根市)
宗安寺（そうあんじ）は、滋賀県彦根市にある浄土宗の寺院。山号は弘誓山。本尊は阿弥陀如来。

## 歴史
当寺は、天正18年（1590年）に井伊直政が上野国の箕輪城主になった時、正室・東梅院が父母の菩提を弔うために箕輪に建立した安国寺がその起源である。慶長3年（1598年）に直政が高崎城主となると当寺は高崎に移転している。その後、関ヶ原の戦いで東軍が勝つと直政は佐和山城主となった。その際、当寺は高崎に残る安国寺と佐和山の山麓の古沢へ移される安国寺に分けられたのであるが、この時に古沢の安国寺は西軍の武将で京都の六条河原で処刑された安国寺恵瓊の名を避けて寺名を宗安寺と改名している。
その後、井伊家の居城が新たに彦根山に彦根城として造られることとなると、当寺は新たな城下町の形成に伴って慶長8年（1603年）に現在地に移転した。当寺の山門は赤門と呼ばれ、佐和山城の大手門を移築したものであるという。
当寺の本尊である阿弥陀如来立像は、慶長20年（1615年）の大坂夏の陣の際に落城する大坂城から持ち出された淀殿の念持仏であるという。
当寺は、彦根藩における徳川家康公位牌奉安所とされていた他、城下町のほぼ中央に位置することから朝鮮通信使三使（正使、副使、従事官）宿館に定められている。
元禄年間（1688年 - 1704年）には塔頭が4庵あったが、元禄14年（1701年）の彦根大火で赤門だけを残して当寺は全焼した。しかし、翌元禄15年（1702年）には廃城となっていた長浜城から御殿が移築されて本堂とされ、他の堂や塔頭も順次再建されていった。
幕末には彦根藩士達が当寺に集まって藩に対して新政府側に付くように運動した結果、彦根藩は新政府側に付くこととなった。
しかし、明治時代になると塔頭は4庵とも廃寺とされた。
1879年（明治12年）に書院が犬上郡庁舎として貸与させられている。その後、1903年（明治36年）に書院は返還されたが荒廃していたため、玄関を残して3分の2に縮小・改築された。
1998年（平成10年）には当寺の門前の道路の拡張工事によって山門、土塀、お墓などが4.5メートル引き下げられている。
浄土宗の百万遍知恩寺の末寺である。

## 境内
- 本堂 - 元禄15年（1702年）に長浜城より現在地に移築。
- 法然上人像
- 庫裏
- 庭園「彼岸白道の庭」 - 白露の庭とも呼ばれる。
- 行者堂
- 鐘楼
- 地蔵堂
- 安藤長三郎の墓 - 彦根藩士。大坂方の武将木村重成は大坂夏の陣で彦根藩の庵原朝昌により討ち取られたのだが、手柄がなかった長三郎は朝昌に首を譲ってくれるように懇願し、念願かなって首を譲ってもらい、付近にあった薄に首を包んで徳川家康のもとへ持っていって首実検が行われた。その際、重成は兜に名香を焚いていたので首からは良い香りがしたという。その後、長三郎は再び薄に包んで彦根まで持って帰り、長三郎の菩提寺である当寺にその首を埋葬した。首を包んでいた薄は彦根に根を生やし、佐和山神社に生えていたが枯れてしまっていた。そこで当寺に薄を移したところ精彩を取り戻した。この薄は毎年赤く染まるので「血染めの薄」と呼ばれ、地蔵堂の前に生えている[4]。
- 木村重成の首塚
- 黒門
- 山門（赤門） - もとは佐和山城の大手門で現在地に移築。

## 文化財

### 滋賀県指定有形文化財
- 木造阿弥陀如来立像 附：像内納入品 - 鎌倉時代。

### 彦根市指定有形文化財
- 絹本著色朝鮮高官像 1幅 - 朝鮮・李朝時代。
- 紙本金地著色秋草図屏風（六曲屏風） - 江戸時代。

## 所在地
- 滋賀県彦根市本町2丁目-3-7

## アクセス
- JR東海道本線（琵琶湖線） 彦根駅より徒歩約20分。